# Allportova ljestvica
Allportova ljestvica je način mjerenja jakosti ispoljavanja društvenih predrasuda. Poznata je i pod imenom Allportova ljestvica predrasuda i diskriminacije. Razvio ju je američki psiholog Gordon Allport 1954. godine.

## Ljestvica
Ljestvica ima pet stupnjeva:
1. Antilokucija: Slobodno izražavanje i širenje negativne slike o diskriminiranoj skupini, a sadrži i govor mržnje.[2] Sama po sebi, antilokucija ne mora biti izravno štetna, ali može uspostaviti temelje daljnjeg razvijanja diskriminacije.
2. Izbjegavanje: Pripadnike diskriminirane skupine ostali aktivno izbjegavaju u društvenom životu.[3] Iako ne mora biti motivirano izazivanjem izravne štete po diskriminiranu skupinu, dovodi do društvene marginalizacije, a posljedično i psihološke i mentalne štete po diskriminirane pojedince.
3. Diskriminacija: Početak aktivnog provođenja predrasuda. Diskriminiranoj skupini se zakonom i/ili praksom uklanjaju prilike za društveni razvoj, javne ili privatne usluge. Motivacija je unazađivanje diskriminirane skupine putem sprječavanja ostvarivanja građanskih prava i ciljeva, stjecanja obrazovanja i zaposlenja. Najpoznatiji primjeri diskriminacije su: zakoni rasne segregacije u SAD-u, apartheid u Južnoafričkoj Republici, Nirnberški zakoni u Trećem reichu i antisemitski zakoni u nekim državama Bliskog istoka.
4. Fizički napadi: Diskriminirana skupina izložena je vandalizmu i različitom načinu uništavanja imovine, te se na njene pripadnike fizički nasrće. Zločini se isprva samo formalno procesuiraju, zatim zataškavaju, ignoriraju, a onda i promiču. Primjeri su: pogrom Židova u Carskoj Rusiji, Kristalna noć u Njemačkoj, rasna pobuna u Tulsi, nasilje nad Hindusima u Pakistanu.
5. Genocid: Pripadnike diskriminirane skupine se masovno ubija s ciljem njenog djelomičnog ili potpunog uništenja. Primjeri su: Kambodžanski genocid, Konačno rješenje kulminirano holokaustom u Trećem reichu i njegovim satelitskim državama (Talijanska socijalna republika, Nezavisna država Hrvatska, Kraljevina Mađarska), genocid u Ruandi, armenski genocid, grčki genocid.